# Levon Aronian
Levon Aronian (tiếng Armenia: Լևոն Արոնյան; sinh 6 tháng 10 năm 1982 tại Yerevan) là một đại kiện tướng cờ vua người Armenia. Trong bảng xếp hạng hiện tại của FIDE, anh là kỳ thủ số 1 Armenia. Thứ hạng cao nhất anh từng đạt được là hạng 2 thế giới.

## Sự nghiệp
Tài năng của anh bộc lộ khi Aronian giành ngôi vô địch ở lứa tuổi 12 tại Giải vô địch cờ vua trẻ thế giới năm 1994 tổ chức ở Szeged với 8 điểm / 9 trận, xếp trên các kì thủ cùng lứa khác như Etienne Bacrot, Ruslan Ponomariov, Francisco Vallejo Pons và Alexander Grischuk.
Năm 2002 anh là nhà vô địch cờ vua trẻ thế giới, giành 10 điểm / 13 trận, xếp trên Luke McShane, Surya Ganguly, Artyom Timofeev, Bốc Tường Chí, Pentala Harikrishna...
Năm 2004 Aronian lọt vào đến vòng 3 Giải vô địch thế giới FIDE.
Levon Aronian trở thành một trong những ngôi sao trong làng cờ năm 2005, lên đến hạng 5 thế giới (bảng xếp hạng đầu năm 2006). Những thành công trong năm 2005 của Aronian có thể kể tới đồng hạng nhất với 4 kì thủ khác (Zahar Efimenko, Kiril Georgiev, Alexei Shirov và Emil Sutovsky) tại giải Gibtele.com Masters ở Gibraltar. Anh giành chức vô địch tại giải cờ vua quốc tế ở Karabakh 2005. Trong giải vô địch đội tuyển Nga, với thành tích thắng 5 hòa 3 không thua Aronian có hệ số Elo trong giải lên tới 2850. Tháng 12 anh hạ Ruslan Ponomariov của Ukraina ở trận chung kết Cúp thế giới ở Khanty Mansiysk, Nga. Sau khi hòa ở hai ván đấu chính thức, Aronian thắng cả hai ván cờ nhanh để giành ngôi vô địch, bất bại sau 7 vòng đấu.
Tháng 3 năm 2006 Aronian độc chiếm ngôi đầu tại giải Linares, hơn nửa điểm với 2 người xếp sau là Teimour Radjabov và nhà vô địch thế giới của FIDE Veselin Topalov. Năm 2006 anh cũng đồng hạng nhất tại giải Tưởng niệm Tal. Aronian lên đến vị trí thứ 3 trong bảng xếp hạng tháng 4 năm 2006 của FIDE (và cũng là vị trí cao nhất anh đạt được cho đến nay).
Tháng 1 năm 2007 Aronian đồng vô địch tại giải Corus thuộc nhóm 19 ở Wijk aan Zee với Topalov và Radjabov. Tháng 5 năm 2007 anh đánh bại nhà vô địch thế giới Vladimir Kramnik 4-2 trong một trận cờ nhanh.
Chức vô địch Cúp thế giới 2005 giúp Aronian lọt vào vòng đấu tuyển ứng cử viên cho Giải vô địch cờ vua thế giới FIDE 2007, diễn ra trong tháng 5 và 6 năm 2007. Tại giải đấu này anh gặp đại kiện tướng Magnus Carlsen ở vòng đầu. Họ hoà 3-3 trong 6 ván cờ truyền thống, 2-2 ở nội dung cờ nhanh, cuối cùng phải phân định thắng thua bằng cờ chớp. Aronian thắng cả hai ván cờ chớp, lọt vào vòng tiếp theo. Ở trận đấu quyết định ứng cử viên anh gặp Shirov và thắng 3,5-2,5, giành quyền tham dự giải vô địch diễn ra ở Mexico. Tuy nhiên ở giải đấu này anh thi đấu không thành công khi chỉ được 6 điểm / 14 trận, đứng thứ 7 / 8 kì thủ.
Tháng 1 năm 2008 Aronian lần nữa vô địch giải cờ Corus danh giá cùng với Magnus Carlsen, ghi được 8 điểm / 13 trận..
Tháng 3 năm 2008 anh vô địch giải cờ Melody Amber gồm các nội dung cờ mù / cờ nhanh tổ chức ở Nice, Pháp, với khoảng cách khá xa là 2½ điểm so với người đứng hạng nhì. Cùng với chức vô địch chung cuộc, Aronian còn vô địch nội dung cờ nhanh với 1½ điểm hơn người thứ nhì và đồng vô địch nội dung cờ mù với 3 đại kiện tướng Kramnik, Morozevich và Topalov.
Aronian vô địch giải cờ nhanh tưởng niệm Karen Asrian ở quê nhà Yerevan tháng 6 năm 2008. Anh đạt 8,5 điểm / 14 trận, xếp trên Peter Leko.
Aronian đang tham gia giải FIDE Grand Prix 2008-2009 (vừa là giải vòng loại của Giải vô địch cờ vua thế giới 2011) và vô địch giải đấu thứ hai ở Sochi.

## Chess960
Năm 2003 Aronian vô địch giải cờ Chess960 Finet mở rộng tại Mainz. Do đó anh được quyền thi đấu tranh chức vô địch thế giới Chess960 với đương kim vô địch thể loại này Peter Svidler tại Mainz năm 2004, tuy nhiên anh thất bại 3,5–4,5. Anh vô địch giải Finet một lần nữa vào năm 2005, tái đấu với Svidler năm 2006, lần này giành chiến thắng 5–3 và trở thành nhà vô địch thế giới Chess960. Năm 2007 anh bảo vệ thành công ngôi vô địch khi thắng Viswanathan Anand.

## Đời tư
Tại thời điểm cuối năm 2008, Aronian có bạn gái là kiện tướng cờ vua nữ người Úc Arianne Caoili.

## Ván đấu nổi tiếng
|   | a | b | c | d | e | f | g | h |   |
| 8 | e8 black king · h8 black rook · a7 black pawn · b7 black pawn · f7 black pawn · f6 black queen · h6 black pawn · a5 black bishop · c5 black rook · d5 black pawn · f5 black bishop · g5 black pawn · b4 white pawn · e4 black knight · a3 white pawn · g3 white bishop · a2 white rook · e2 white pawn · f2 white pawn · g2 white pawn · h2 white pawn · a1 white queen · e1 white king · f1 white bishop · g1 white knight · h1 white rook | e8 black king · h8 black rook · a7 black pawn · b7 black pawn · f7 black pawn · f6 black queen · h6 black pawn · a5 black bishop · c5 black rook · d5 black pawn · f5 black bishop · g5 black pawn · b4 white pawn · e4 black knight · a3 white pawn · g3 white bishop · a2 white rook · e2 white pawn · f2 white pawn · g2 white pawn · h2 white pawn · a1 white queen · e1 white king · f1 white bishop · g1 white knight · h1 white rook | e8 black king · h8 black rook · a7 black pawn · b7 black pawn · f7 black pawn · f6 black queen · h6 black pawn · a5 black bishop · c5 black rook · d5 black pawn · f5 black bishop · g5 black pawn · b4 white pawn · e4 black knight · a3 white pawn · g3 white bishop · a2 white rook · e2 white pawn · f2 white pawn · g2 white pawn · h2 white pawn · a1 white queen · e1 white king · f1 white bishop · g1 white knight · h1 white rook | e8 black king · h8 black rook · a7 black pawn · b7 black pawn · f7 black pawn · f6 black queen · h6 black pawn · a5 black bishop · c5 black rook · d5 black pawn · f5 black bishop · g5 black pawn · b4 white pawn · e4 black knight · a3 white pawn · g3 white bishop · a2 white rook · e2 white pawn · f2 white pawn · g2 white pawn · h2 white pawn · a1 white queen · e1 white king · f1 white bishop · g1 white knight · h1 white rook | e8 black king · h8 black rook · a7 black pawn · b7 black pawn · f7 black pawn · f6 black queen · h6 black pawn · a5 black bishop · c5 black rook · d5 black pawn · f5 black bishop · g5 black pawn · b4 white pawn · e4 black knight · a3 white pawn · g3 white bishop · a2 white rook · e2 white pawn · f2 white pawn · g2 white pawn · h2 white pawn · a1 white queen · e1 white king · f1 white bishop · g1 white knight · h1 white rook | e8 black king · h8 black rook · a7 black pawn · b7 black pawn · f7 black pawn · f6 black queen · h6 black pawn · a5 black bishop · c5 black rook · d5 black pawn · f5 black bishop · g5 black pawn · b4 white pawn · e4 black knight · a3 white pawn · g3 white bishop · a2 white rook · e2 white pawn · f2 white pawn · g2 white pawn · h2 white pawn · a1 white queen · e1 white king · f1 white bishop · g1 white knight · h1 white rook | e8 black king · h8 black rook · a7 black pawn · b7 black pawn · f7 black pawn · f6 black queen · h6 black pawn · a5 black bishop · c5 black rook · d5 black pawn · f5 black bishop · g5 black pawn · b4 white pawn · e4 black knight · a3 white pawn · g3 white bishop · a2 white rook · e2 white pawn · f2 white pawn · g2 white pawn · h2 white pawn · a1 white queen · e1 white king · f1 white bishop · g1 white knight · h1 white rook | e8 black king · h8 black rook · a7 black pawn · b7 black pawn · f7 black pawn · f6 black queen · h6 black pawn · a5 black bishop · c5 black rook · d5 black pawn · f5 black bishop · g5 black pawn · b4 white pawn · e4 black knight · a3 white pawn · g3 white bishop · a2 white rook · e2 white pawn · f2 white pawn · g2 white pawn · h2 white pawn · a1 white queen · e1 white king · f1 white bishop · g1 white knight · h1 white rook | 8 |
| 7 | e8 black king · h8 black rook · a7 black pawn · b7 black pawn · f7 black pawn · f6 black queen · h6 black pawn · a5 black bishop · c5 black rook · d5 black pawn · f5 black bishop · g5 black pawn · b4 white pawn · e4 black knight · a3 white pawn · g3 white bishop · a2 white rook · e2 white pawn · f2 white pawn · g2 white pawn · h2 white pawn · a1 white queen · e1 white king · f1 white bishop · g1 white knight · h1 white rook | e8 black king · h8 black rook · a7 black pawn · b7 black pawn · f7 black pawn · f6 black queen · h6 black pawn · a5 black bishop · c5 black rook · d5 black pawn · f5 black bishop · g5 black pawn · b4 white pawn · e4 black knight · a3 white pawn · g3 white bishop · a2 white rook · e2 white pawn · f2 white pawn · g2 white pawn · h2 white pawn · a1 white queen · e1 white king · f1 white bishop · g1 white knight · h1 white rook | e8 black king · h8 black rook · a7 black pawn · b7 black pawn · f7 black pawn · f6 black queen · h6 black pawn · a5 black bishop · c5 black rook · d5 black pawn · f5 black bishop · g5 black pawn · b4 white pawn · e4 black knight · a3 white pawn · g3 white bishop · a2 white rook · e2 white pawn · f2 white pawn · g2 white pawn · h2 white pawn · a1 white queen · e1 white king · f1 white bishop · g1 white knight · h1 white rook | e8 black king · h8 black rook · a7 black pawn · b7 black pawn · f7 black pawn · f6 black queen · h6 black pawn · a5 black bishop · c5 black rook · d5 black pawn · f5 black bishop · g5 black pawn · b4 white pawn · e4 black knight · a3 white pawn · g3 white bishop · a2 white rook · e2 white pawn · f2 white pawn · g2 white pawn · h2 white pawn · a1 white queen · e1 white king · f1 white bishop · g1 white knight · h1 white rook | e8 black king · h8 black rook · a7 black pawn · b7 black pawn · f7 black pawn · f6 black queen · h6 black pawn · a5 black bishop · c5 black rook · d5 black pawn · f5 black bishop · g5 black pawn · b4 white pawn · e4 black knight · a3 white pawn · g3 white bishop · a2 white rook · e2 white pawn · f2 white pawn · g2 white pawn · h2 white pawn · a1 white queen · e1 white king · f1 white bishop · g1 white knight · h1 white rook | e8 black king · h8 black rook · a7 black pawn · b7 black pawn · f7 black pawn · f6 black queen · h6 black pawn · a5 black bishop · c5 black rook · d5 black pawn · f5 black bishop · g5 black pawn · b4 white pawn · e4 black knight · a3 white pawn · g3 white bishop · a2 white rook · e2 white pawn · f2 white pawn · g2 white pawn · h2 white pawn · a1 white queen · e1 white king · f1 white bishop · g1 white knight · h1 white rook | e8 black king · h8 black rook · a7 black pawn · b7 black pawn · f7 black pawn · f6 black queen · h6 black pawn · a5 black bishop · c5 black rook · d5 black pawn · f5 black bishop · g5 black pawn · b4 white pawn · e4 black knight · a3 white pawn · g3 white bishop · a2 white rook · e2 white pawn · f2 white pawn · g2 white pawn · h2 white pawn · a1 white queen · e1 white king · f1 white bishop · g1 white knight · h1 white rook | e8 black king · h8 black rook · a7 black pawn · b7 black pawn · f7 black pawn · f6 black queen · h6 black pawn · a5 black bishop · c5 black rook · d5 black pawn · f5 black bishop · g5 black pawn · b4 white pawn · e4 black knight · a3 white pawn · g3 white bishop · a2 white rook · e2 white pawn · f2 white pawn · g2 white pawn · h2 white pawn · a1 white queen · e1 white king · f1 white bishop · g1 white knight · h1 white rook | 7 |
| 6 | e8 black king · h8 black rook · a7 black pawn · b7 black pawn · f7 black pawn · f6 black queen · h6 black pawn · a5 black bishop · c5 black rook · d5 black pawn · f5 black bishop · g5 black pawn · b4 white pawn · e4 black knight · a3 white pawn · g3 white bishop · a2 white rook · e2 white pawn · f2 white pawn · g2 white pawn · h2 white pawn · a1 white queen · e1 white king · f1 white bishop · g1 white knight · h1 white rook | e8 black king · h8 black rook · a7 black pawn · b7 black pawn · f7 black pawn · f6 black queen · h6 black pawn · a5 black bishop · c5 black rook · d5 black pawn · f5 black bishop · g5 black pawn · b4 white pawn · e4 black knight · a3 white pawn · g3 white bishop · a2 white rook · e2 white pawn · f2 white pawn · g2 white pawn · h2 white pawn · a1 white queen · e1 white king · f1 white bishop · g1 white knight · h1 white rook | e8 black king · h8 black rook · a7 black pawn · b7 black pawn · f7 black pawn · f6 black queen · h6 black pawn · a5 black bishop · c5 black rook · d5 black pawn · f5 black bishop · g5 black pawn · b4 white pawn · e4 black knight · a3 white pawn · g3 white bishop · a2 white rook · e2 white pawn · f2 white pawn · g2 white pawn · h2 white pawn · a1 white queen · e1 white king · f1 white bishop · g1 white knight · h1 white rook | e8 black king · h8 black rook · a7 black pawn · b7 black pawn · f7 black pawn · f6 black queen · h6 black pawn · a5 black bishop · c5 black rook · d5 black pawn · f5 black bishop · g5 black pawn · b4 white pawn · e4 black knight · a3 white pawn · g3 white bishop · a2 white rook · e2 white pawn · f2 white pawn · g2 white pawn · h2 white pawn · a1 white queen · e1 white king · f1 white bishop · g1 white knight · h1 white rook | e8 black king · h8 black rook · a7 black pawn · b7 black pawn · f7 black pawn · f6 black queen · h6 black pawn · a5 black bishop · c5 black rook · d5 black pawn · f5 black bishop · g5 black pawn · b4 white pawn · e4 black knight · a3 white pawn · g3 white bishop · a2 white rook · e2 white pawn · f2 white pawn · g2 white pawn · h2 white pawn · a1 white queen · e1 white king · f1 white bishop · g1 white knight · h1 white rook | e8 black king · h8 black rook · a7 black pawn · b7 black pawn · f7 black pawn · f6 black queen · h6 black pawn · a5 black bishop · c5 black rook · d5 black pawn · f5 black bishop · g5 black pawn · b4 white pawn · e4 black knight · a3 white pawn · g3 white bishop · a2 white rook · e2 white pawn · f2 white pawn · g2 white pawn · h2 white pawn · a1 white queen · e1 white king · f1 white bishop · g1 white knight · h1 white rook | e8 black king · h8 black rook · a7 black pawn · b7 black pawn · f7 black pawn · f6 black queen · h6 black pawn · a5 black bishop · c5 black rook · d5 black pawn · f5 black bishop · g5 black pawn · b4 white pawn · e4 black knight · a3 white pawn · g3 white bishop · a2 white rook · e2 white pawn · f2 white pawn · g2 white pawn · h2 white pawn · a1 white queen · e1 white king · f1 white bishop · g1 white knight · h1 white rook | e8 black king · h8 black rook · a7 black pawn · b7 black pawn · f7 black pawn · f6 black queen · h6 black pawn · a5 black bishop · c5 black rook · d5 black pawn · f5 black bishop · g5 black pawn · b4 white pawn · e4 black knight · a3 white pawn · g3 white bishop · a2 white rook · e2 white pawn · f2 white pawn · g2 white pawn · h2 white pawn · a1 white queen · e1 white king · f1 white bishop · g1 white knight · h1 white rook | 6 |
| 5 | e8 black king · h8 black rook · a7 black pawn · b7 black pawn · f7 black pawn · f6 black queen · h6 black pawn · a5 black bishop · c5 black rook · d5 black pawn · f5 black bishop · g5 black pawn · b4 white pawn · e4 black knight · a3 white pawn · g3 white bishop · a2 white rook · e2 white pawn · f2 white pawn · g2 white pawn · h2 white pawn · a1 white queen · e1 white king · f1 white bishop · g1 white knight · h1 white rook | e8 black king · h8 black rook · a7 black pawn · b7 black pawn · f7 black pawn · f6 black queen · h6 black pawn · a5 black bishop · c5 black rook · d5 black pawn · f5 black bishop · g5 black pawn · b4 white pawn · e4 black knight · a3 white pawn · g3 white bishop · a2 white rook · e2 white pawn · f2 white pawn · g2 white pawn · h2 white pawn · a1 white queen · e1 white king · f1 white bishop · g1 white knight · h1 white rook | e8 black king · h8 black rook · a7 black pawn · b7 black pawn · f7 black pawn · f6 black queen · h6 black pawn · a5 black bishop · c5 black rook · d5 black pawn · f5 black bishop · g5 black pawn · b4 white pawn · e4 black knight · a3 white pawn · g3 white bishop · a2 white rook · e2 white pawn · f2 white pawn · g2 white pawn · h2 white pawn · a1 white queen · e1 white king · f1 white bishop · g1 white knight · h1 white rook | e8 black king · h8 black rook · a7 black pawn · b7 black pawn · f7 black pawn · f6 black queen · h6 black pawn · a5 black bishop · c5 black rook · d5 black pawn · f5 black bishop · g5 black pawn · b4 white pawn · e4 black knight · a3 white pawn · g3 white bishop · a2 white rook · e2 white pawn · f2 white pawn · g2 white pawn · h2 white pawn · a1 white queen · e1 white king · f1 white bishop · g1 white knight · h1 white rook | e8 black king · h8 black rook · a7 black pawn · b7 black pawn · f7 black pawn · f6 black queen · h6 black pawn · a5 black bishop · c5 black rook · d5 black pawn · f5 black bishop · g5 black pawn · b4 white pawn · e4 black knight · a3 white pawn · g3 white bishop · a2 white rook · e2 white pawn · f2 white pawn · g2 white pawn · h2 white pawn · a1 white queen · e1 white king · f1 white bishop · g1 white knight · h1 white rook | e8 black king · h8 black rook · a7 black pawn · b7 black pawn · f7 black pawn · f6 black queen · h6 black pawn · a5 black bishop · c5 black rook · d5 black pawn · f5 black bishop · g5 black pawn · b4 white pawn · e4 black knight · a3 white pawn · g3 white bishop · a2 white rook · e2 white pawn · f2 white pawn · g2 white pawn · h2 white pawn · a1 white queen · e1 white king · f1 white bishop · g1 white knight · h1 white rook | e8 black king · h8 black rook · a7 black pawn · b7 black pawn · f7 black pawn · f6 black queen · h6 black pawn · a5 black bishop · c5 black rook · d5 black pawn · f5 black bishop · g5 black pawn · b4 white pawn · e4 black knight · a3 white pawn · g3 white bishop · a2 white rook · e2 white pawn · f2 white pawn · g2 white pawn · h2 white pawn · a1 white queen · e1 white king · f1 white bishop · g1 white knight · h1 white rook | e8 black king · h8 black rook · a7 black pawn · b7 black pawn · f7 black pawn · f6 black queen · h6 black pawn · a5 black bishop · c5 black rook · d5 black pawn · f5 black bishop · g5 black pawn · b4 white pawn · e4 black knight · a3 white pawn · g3 white bishop · a2 white rook · e2 white pawn · f2 white pawn · g2 white pawn · h2 white pawn · a1 white queen · e1 white king · f1 white bishop · g1 white knight · h1 white rook | 5 |
| 4 | e8 black king · h8 black rook · a7 black pawn · b7 black pawn · f7 black pawn · f6 black queen · h6 black pawn · a5 black bishop · c5 black rook · d5 black pawn · f5 black bishop · g5 black pawn · b4 white pawn · e4 black knight · a3 white pawn · g3 white bishop · a2 white rook · e2 white pawn · f2 white pawn · g2 white pawn · h2 white pawn · a1 white queen · e1 white king · f1 white bishop · g1 white knight · h1 white rook | e8 black king · h8 black rook · a7 black pawn · b7 black pawn · f7 black pawn · f6 black queen · h6 black pawn · a5 black bishop · c5 black rook · d5 black pawn · f5 black bishop · g5 black pawn · b4 white pawn · e4 black knight · a3 white pawn · g3 white bishop · a2 white rook · e2 white pawn · f2 white pawn · g2 white pawn · h2 white pawn · a1 white queen · e1 white king · f1 white bishop · g1 white knight · h1 white rook | e8 black king · h8 black rook · a7 black pawn · b7 black pawn · f7 black pawn · f6 black queen · h6 black pawn · a5 black bishop · c5 black rook · d5 black pawn · f5 black bishop · g5 black pawn · b4 white pawn · e4 black knight · a3 white pawn · g3 white bishop · a2 white rook · e2 white pawn · f2 white pawn · g2 white pawn · h2 white pawn · a1 white queen · e1 white king · f1 white bishop · g1 white knight · h1 white rook | e8 black king · h8 black rook · a7 black pawn · b7 black pawn · f7 black pawn · f6 black queen · h6 black pawn · a5 black bishop · c5 black rook · d5 black pawn · f5 black bishop · g5 black pawn · b4 white pawn · e4 black knight · a3 white pawn · g3 white bishop · a2 white rook · e2 white pawn · f2 white pawn · g2 white pawn · h2 white pawn · a1 white queen · e1 white king · f1 white bishop · g1 white knight · h1 white rook | e8 black king · h8 black rook · a7 black pawn · b7 black pawn · f7 black pawn · f6 black queen · h6 black pawn · a5 black bishop · c5 black rook · d5 black pawn · f5 black bishop · g5 black pawn · b4 white pawn · e4 black knight · a3 white pawn · g3 white bishop · a2 white rook · e2 white pawn · f2 white pawn · g2 white pawn · h2 white pawn · a1 white queen · e1 white king · f1 white bishop · g1 white knight · h1 white rook | e8 black king · h8 black rook · a7 black pawn · b7 black pawn · f7 black pawn · f6 black queen · h6 black pawn · a5 black bishop · c5 black rook · d5 black pawn · f5 black bishop · g5 black pawn · b4 white pawn · e4 black knight · a3 white pawn · g3 white bishop · a2 white rook · e2 white pawn · f2 white pawn · g2 white pawn · h2 white pawn · a1 white queen · e1 white king · f1 white bishop · g1 white knight · h1 white rook | e8 black king · h8 black rook · a7 black pawn · b7 black pawn · f7 black pawn · f6 black queen · h6 black pawn · a5 black bishop · c5 black rook · d5 black pawn · f5 black bishop · g5 black pawn · b4 white pawn · e4 black knight · a3 white pawn · g3 white bishop · a2 white rook · e2 white pawn · f2 white pawn · g2 white pawn · h2 white pawn · a1 white queen · e1 white king · f1 white bishop · g1 white knight · h1 white rook | e8 black king · h8 black rook · a7 black pawn · b7 black pawn · f7 black pawn · f6 black queen · h6 black pawn · a5 black bishop · c5 black rook · d5 black pawn · f5 black bishop · g5 black pawn · b4 white pawn · e4 black knight · a3 white pawn · g3 white bishop · a2 white rook · e2 white pawn · f2 white pawn · g2 white pawn · h2 white pawn · a1 white queen · e1 white king · f1 white bishop · g1 white knight · h1 white rook | 4 |
| 3 | e8 black king · h8 black rook · a7 black pawn · b7 black pawn · f7 black pawn · f6 black queen · h6 black pawn · a5 black bishop · c5 black rook · d5 black pawn · f5 black bishop · g5 black pawn · b4 white pawn · e4 black knight · a3 white pawn · g3 white bishop · a2 white rook · e2 white pawn · f2 white pawn · g2 white pawn · h2 white pawn · a1 white queen · e1 white king · f1 white bishop · g1 white knight · h1 white rook | e8 black king · h8 black rook · a7 black pawn · b7 black pawn · f7 black pawn · f6 black queen · h6 black pawn · a5 black bishop · c5 black rook · d5 black pawn · f5 black bishop · g5 black pawn · b4 white pawn · e4 black knight · a3 white pawn · g3 white bishop · a2 white rook · e2 white pawn · f2 white pawn · g2 white pawn · h2 white pawn · a1 white queen · e1 white king · f1 white bishop · g1 white knight · h1 white rook | e8 black king · h8 black rook · a7 black pawn · b7 black pawn · f7 black pawn · f6 black queen · h6 black pawn · a5 black bishop · c5 black rook · d5 black pawn · f5 black bishop · g5 black pawn · b4 white pawn · e4 black knight · a3 white pawn · g3 white bishop · a2 white rook · e2 white pawn · f2 white pawn · g2 white pawn · h2 white pawn · a1 white queen · e1 white king · f1 white bishop · g1 white knight · h1 white rook | e8 black king · h8 black rook · a7 black pawn · b7 black pawn · f7 black pawn · f6 black queen · h6 black pawn · a5 black bishop · c5 black rook · d5 black pawn · f5 black bishop · g5 black pawn · b4 white pawn · e4 black knight · a3 white pawn · g3 white bishop · a2 white rook · e2 white pawn · f2 white pawn · g2 white pawn · h2 white pawn · a1 white queen · e1 white king · f1 white bishop · g1 white knight · h1 white rook | e8 black king · h8 black rook · a7 black pawn · b7 black pawn · f7 black pawn · f6 black queen · h6 black pawn · a5 black bishop · c5 black rook · d5 black pawn · f5 black bishop · g5 black pawn · b4 white pawn · e4 black knight · a3 white pawn · g3 white bishop · a2 white rook · e2 white pawn · f2 white pawn · g2 white pawn · h2 white pawn · a1 white queen · e1 white king · f1 white bishop · g1 white knight · h1 white rook | e8 black king · h8 black rook · a7 black pawn · b7 black pawn · f7 black pawn · f6 black queen · h6 black pawn · a5 black bishop · c5 black rook · d5 black pawn · f5 black bishop · g5 black pawn · b4 white pawn · e4 black knight · a3 white pawn · g3 white bishop · a2 white rook · e2 white pawn · f2 white pawn · g2 white pawn · h2 white pawn · a1 white queen · e1 white king · f1 white bishop · g1 white knight · h1 white rook | e8 black king · h8 black rook · a7 black pawn · b7 black pawn · f7 black pawn · f6 black queen · h6 black pawn · a5 black bishop · c5 black rook · d5 black pawn · f5 black bishop · g5 black pawn · b4 white pawn · e4 black knight · a3 white pawn · g3 white bishop · a2 white rook · e2 white pawn · f2 white pawn · g2 white pawn · h2 white pawn · a1 white queen · e1 white king · f1 white bishop · g1 white knight · h1 white rook | e8 black king · h8 black rook · a7 black pawn · b7 black pawn · f7 black pawn · f6 black queen · h6 black pawn · a5 black bishop · c5 black rook · d5 black pawn · f5 black bishop · g5 black pawn · b4 white pawn · e4 black knight · a3 white pawn · g3 white bishop · a2 white rook · e2 white pawn · f2 white pawn · g2 white pawn · h2 white pawn · a1 white queen · e1 white king · f1 white bishop · g1 white knight · h1 white rook | 3 |
| 2 | e8 black king · h8 black rook · a7 black pawn · b7 black pawn · f7 black pawn · f6 black queen · h6 black pawn · a5 black bishop · c5 black rook · d5 black pawn · f5 black bishop · g5 black pawn · b4 white pawn · e4 black knight · a3 white pawn · g3 white bishop · a2 white rook · e2 white pawn · f2 white pawn · g2 white pawn · h2 white pawn · a1 white queen · e1 white king · f1 white bishop · g1 white knight · h1 white rook | e8 black king · h8 black rook · a7 black pawn · b7 black pawn · f7 black pawn · f6 black queen · h6 black pawn · a5 black bishop · c5 black rook · d5 black pawn · f5 black bishop · g5 black pawn · b4 white pawn · e4 black knight · a3 white pawn · g3 white bishop · a2 white rook · e2 white pawn · f2 white pawn · g2 white pawn · h2 white pawn · a1 white queen · e1 white king · f1 white bishop · g1 white knight · h1 white rook | e8 black king · h8 black rook · a7 black pawn · b7 black pawn · f7 black pawn · f6 black queen · h6 black pawn · a5 black bishop · c5 black rook · d5 black pawn · f5 black bishop · g5 black pawn · b4 white pawn · e4 black knight · a3 white pawn · g3 white bishop · a2 white rook · e2 white pawn · f2 white pawn · g2 white pawn · h2 white pawn · a1 white queen · e1 white king · f1 white bishop · g1 white knight · h1 white rook | e8 black king · h8 black rook · a7 black pawn · b7 black pawn · f7 black pawn · f6 black queen · h6 black pawn · a5 black bishop · c5 black rook · d5 black pawn · f5 black bishop · g5 black pawn · b4 white pawn · e4 black knight · a3 white pawn · g3 white bishop · a2 white rook · e2 white pawn · f2 white pawn · g2 white pawn · h2 white pawn · a1 white queen · e1 white king · f1 white bishop · g1 white knight · h1 white rook | e8 black king · h8 black rook · a7 black pawn · b7 black pawn · f7 black pawn · f6 black queen · h6 black pawn · a5 black bishop · c5 black rook · d5 black pawn · f5 black bishop · g5 black pawn · b4 white pawn · e4 black knight · a3 white pawn · g3 white bishop · a2 white rook · e2 white pawn · f2 white pawn · g2 white pawn · h2 white pawn · a1 white queen · e1 white king · f1 white bishop · g1 white knight · h1 white rook | e8 black king · h8 black rook · a7 black pawn · b7 black pawn · f7 black pawn · f6 black queen · h6 black pawn · a5 black bishop · c5 black rook · d5 black pawn · f5 black bishop · g5 black pawn · b4 white pawn · e4 black knight · a3 white pawn · g3 white bishop · a2 white rook · e2 white pawn · f2 white pawn · g2 white pawn · h2 white pawn · a1 white queen · e1 white king · f1 white bishop · g1 white knight · h1 white rook | e8 black king · h8 black rook · a7 black pawn · b7 black pawn · f7 black pawn · f6 black queen · h6 black pawn · a5 black bishop · c5 black rook · d5 black pawn · f5 black bishop · g5 black pawn · b4 white pawn · e4 black knight · a3 white pawn · g3 white bishop · a2 white rook · e2 white pawn · f2 white pawn · g2 white pawn · h2 white pawn · a1 white queen · e1 white king · f1 white bishop · g1 white knight · h1 white rook | e8 black king · h8 black rook · a7 black pawn · b7 black pawn · f7 black pawn · f6 black queen · h6 black pawn · a5 black bishop · c5 black rook · d5 black pawn · f5 black bishop · g5 black pawn · b4 white pawn · e4 black knight · a3 white pawn · g3 white bishop · a2 white rook · e2 white pawn · f2 white pawn · g2 white pawn · h2 white pawn · a1 white queen · e1 white king · f1 white bishop · g1 white knight · h1 white rook | 2 |
| 1 | e8 black king · h8 black rook · a7 black pawn · b7 black pawn · f7 black pawn · f6 black queen · h6 black pawn · a5 black bishop · c5 black rook · d5 black pawn · f5 black bishop · g5 black pawn · b4 white pawn · e4 black knight · a3 white pawn · g3 white bishop · a2 white rook · e2 white pawn · f2 white pawn · g2 white pawn · h2 white pawn · a1 white queen · e1 white king · f1 white bishop · g1 white knight · h1 white rook | e8 black king · h8 black rook · a7 black pawn · b7 black pawn · f7 black pawn · f6 black queen · h6 black pawn · a5 black bishop · c5 black rook · d5 black pawn · f5 black bishop · g5 black pawn · b4 white pawn · e4 black knight · a3 white pawn · g3 white bishop · a2 white rook · e2 white pawn · f2 white pawn · g2 white pawn · h2 white pawn · a1 white queen · e1 white king · f1 white bishop · g1 white knight · h1 white rook | e8 black king · h8 black rook · a7 black pawn · b7 black pawn · f7 black pawn · f6 black queen · h6 black pawn · a5 black bishop · c5 black rook · d5 black pawn · f5 black bishop · g5 black pawn · b4 white pawn · e4 black knight · a3 white pawn · g3 white bishop · a2 white rook · e2 white pawn · f2 white pawn · g2 white pawn · h2 white pawn · a1 white queen · e1 white king · f1 white bishop · g1 white knight · h1 white rook | e8 black king · h8 black rook · a7 black pawn · b7 black pawn · f7 black pawn · f6 black queen · h6 black pawn · a5 black bishop · c5 black rook · d5 black pawn · f5 black bishop · g5 black pawn · b4 white pawn · e4 black knight · a3 white pawn · g3 white bishop · a2 white rook · e2 white pawn · f2 white pawn · g2 white pawn · h2 white pawn · a1 white queen · e1 white king · f1 white bishop · g1 white knight · h1 white rook | e8 black king · h8 black rook · a7 black pawn · b7 black pawn · f7 black pawn · f6 black queen · h6 black pawn · a5 black bishop · c5 black rook · d5 black pawn · f5 black bishop · g5 black pawn · b4 white pawn · e4 black knight · a3 white pawn · g3 white bishop · a2 white rook · e2 white pawn · f2 white pawn · g2 white pawn · h2 white pawn · a1 white queen · e1 white king · f1 white bishop · g1 white knight · h1 white rook | e8 black king · h8 black rook · a7 black pawn · b7 black pawn · f7 black pawn · f6 black queen · h6 black pawn · a5 black bishop · c5 black rook · d5 black pawn · f5 black bishop · g5 black pawn · b4 white pawn · e4 black knight · a3 white pawn · g3 white bishop · a2 white rook · e2 white pawn · f2 white pawn · g2 white pawn · h2 white pawn · a1 white queen · e1 white king · f1 white bishop · g1 white knight · h1 white rook | e8 black king · h8 black rook · a7 black pawn · b7 black pawn · f7 black pawn · f6 black queen · h6 black pawn · a5 black bishop · c5 black rook · d5 black pawn · f5 black bishop · g5 black pawn · b4 white pawn · e4 black knight · a3 white pawn · g3 white bishop · a2 white rook · e2 white pawn · f2 white pawn · g2 white pawn · h2 white pawn · a1 white queen · e1 white king · f1 white bishop · g1 white knight · h1 white rook | e8 black king · h8 black rook · a7 black pawn · b7 black pawn · f7 black pawn · f6 black queen · h6 black pawn · a5 black bishop · c5 black rook · d5 black pawn · f5 black bishop · g5 black pawn · b4 white pawn · e4 black knight · a3 white pawn · g3 white bishop · a2 white rook · e2 white pawn · f2 white pawn · g2 white pawn · h2 white pawn · a1 white queen · e1 white king · f1 white bishop · g1 white knight · h1 white rook | 1 |
|   | a | b | c | d | e | f | g | h |   |

Aronian, cầm quân đen đã đánh bại đại kiện tướng Ivan Sokolov (Elo 2676) sau 19 nước, chỉ mất có 10,5 phút ở đồng hồ.:
I. Sokolov-Aronian, Olympiad cờ vua, Torino 2006
1.d4 Nf6 2.c4 e6 3.Nc3 Bb4 4.Qc2 d5 5.cxd5 exd5 6.Bg5 c5!? 7.dxc5 h6 8.Bh4 g5 9.Bg3 Ne4 10.Bxb8!? (10.e3; 10.Be5) Qf6! (10...Rxb8?? 11.Qa4+ +-) 11.Bg3 Nxc3 12.a3 Bf5! 13.Qd2 Ba5 14.b4? Ne4 15.Qc1 Rc8!! 16.Ra2?! Rxc5 17.Qa1 (xem hình) Qc6! Đe doạ chiếu hết ở hàng cuối. 18.Qe5+ Kd8 19.Qxh8+ Kd7 0-1 
If 20.e3, Rc1+ 21.Ke2 Bg4+! và 22...Qc4# (theo phân tích của A.J. Goldsby)